# Akycha
Dans la mythologie inuit, Akycha est une déesse solaire vénérée en Alaska.